# Naeem Saad
Naeem Saad (Kuwait, 1 de octubre de 1957) es un exfutbolista de Kuwait que jugaba en la posición de defensa.

## Carrera

### Club
Jugó toda su carrera con el Al-Tadhamon SC de 1975 a 1990, equipo con el cual ganó un título de liga.

### Selección nacional
Jugó para Kuwait en 34 ocasiones de 1980 a 1989 y anotó dos goles; participó en la Copa Mundial de Fútbol de 1982, los Juegos Olímpicos de Moscú 1980 y en tres ediciones de la Copa Asiática, donde fue campeón y seleccionado dentro del equipo ideal del torneo en la edición de 1980.

## Logros

### Club
- División Uno de Kuwait (1): 1985/86

### Selección nacional
- Copa Asiática (1): 1980

### Individual
- Equipo Ideal de la Copa Asiática 1980.